# Lacus Temporis

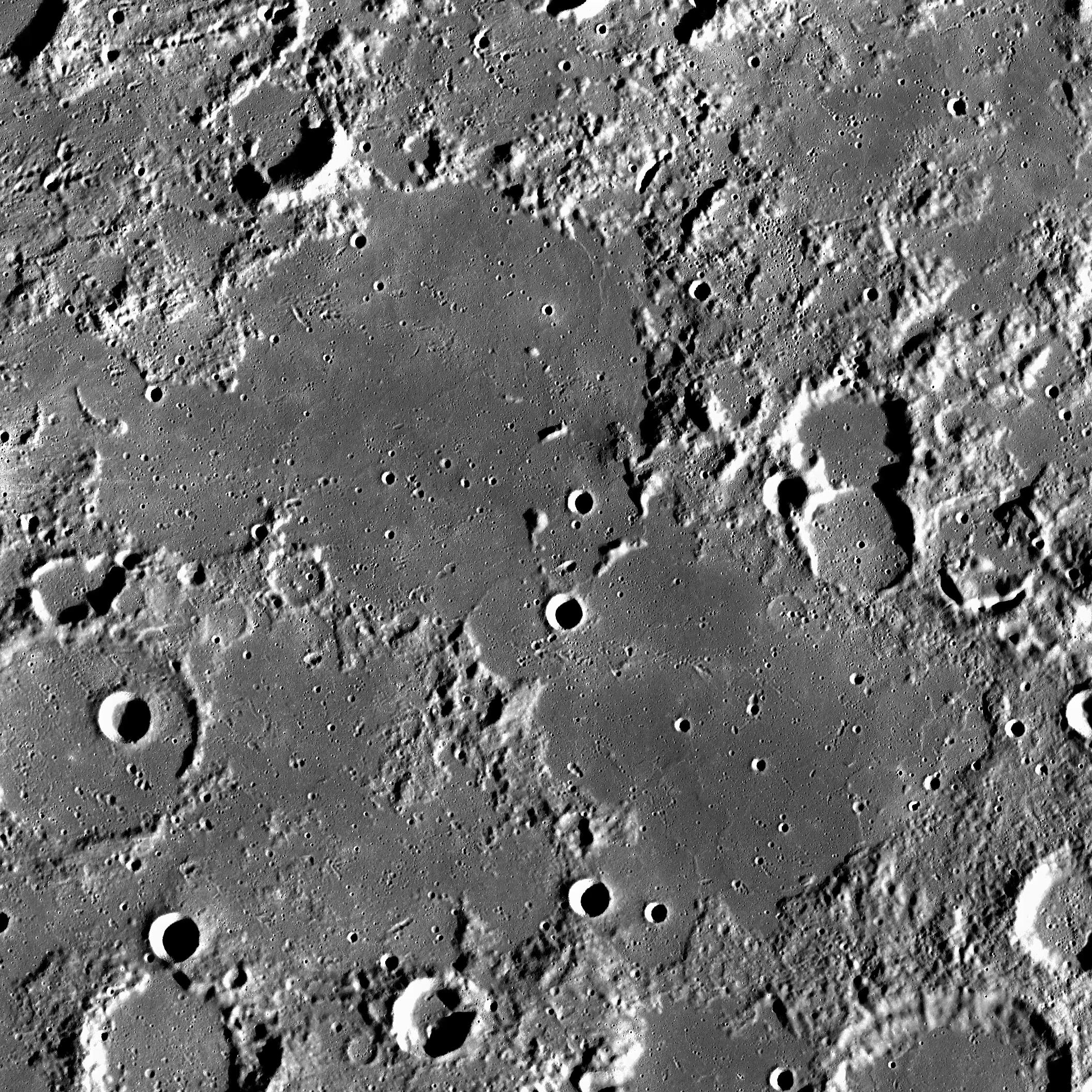
Imagen LRO.

El Lacus Temporis (en latín, "Lago del Tiempo") es un pequeño mar lunar localizado en el cuadrante nororiental de la cara visible de la Luna. Las coordenadas selenográficas de su centro son 45.9° Norte, 58.4° Este, y posee un diámetro envolvente de 117 km.
Este lago está compuesto de dos grandes áreas aproximadamente circulares con una superficie relativamente lisa. En su interior tan solo destacan dos pequeños impactos con forma de cuenco localizados en su intersección. Las dos regiones cubiertas de lava basáltica  presentan algunos lóbulos laterales más pequeños, probablemente impactos menores inundados de lava. 
Justo al suroeste del lago se halla el cráter Chevallier y al sureste se sitúa el cráter Carrington.

## Denominación
El nombre del lago fue adoptado por la Unión Astronómica Internacional en 1976.